# اتسکوسیتا (تگزاس)
اتسکوسیتا (به انگلیسی: Atascocita) یک منطقهٔ مسکونی در ایالات متحده آمریکا است که در شهرستان هریس، تگزاس واقع شده‌است. اتسکوسیتا ۶۵٫۸ کیلومتر مربع مساحت و ۶۵٬۵۶۹ نفر جمعیت دارد و ۲۲ متر بالاتر از سطح دریا واقع شده‌است.